# اینتکس
اینتکس (انگلیسی: Intex) شرکت معدن نروژی است، که در سال ۱۹۹۶ تأسیس شد.